# Lilium 'Ovatie'
Lilium 'Ovatie' — сорт лилий из группы ОТ-гибриды VIII раздела по классификации третьего издания Международного регистра лилий.

## Биологическое описание
Стебли прочные, около 150 см высотой. По другим данным 120—130 см высотой.
Цветки чашевидные, белые, в количестве 3—4. Горло зелёное.
Пыльца коричневая.

## В культуре
Lilium 'Ovatie' используется, как декоративное садовое растение, а также для срезки.
Продолжительность вегетации до цветения: 80—90 дней.
Зоны морозостойкости: 5—9.
В Московской области с середины сентября до устойчивых заморозков рекомендуется укрывать посадки полиэтиленовой плёнкой для защиты от сильного намокания почвы. Подсушенная таким образом почва — основа правильной зимовки ОТ-Гибридов в средней полосе России. Необходимы 3—4 подкормки минеральными удобрениями с начала периода распускания листьев до цветения. Навоз применять не рекомендуется.
Почву, особенно в Центрально-Чернозёмной области и южнее, желательно мульчировать. На зиму посадки рекомендуется укрывать хвойным опадом.